# Flatowallee
Die Flatowallee ist eine rund 500 m lange Straße im Berliner Ortsteil Westend (Bezirk Charlottenburg-Wilmersdorf), die die Heerstraße mit der Trakehner Allee am Coubertinplatz verbindet. Sie ist gleichzeitig die direkte südliche Anbindung an das Olympiastadion. An der Flatowallee liegt der – bei Großveranstaltungen stark frequentierte – S-Bahnhof Olympiastadion.

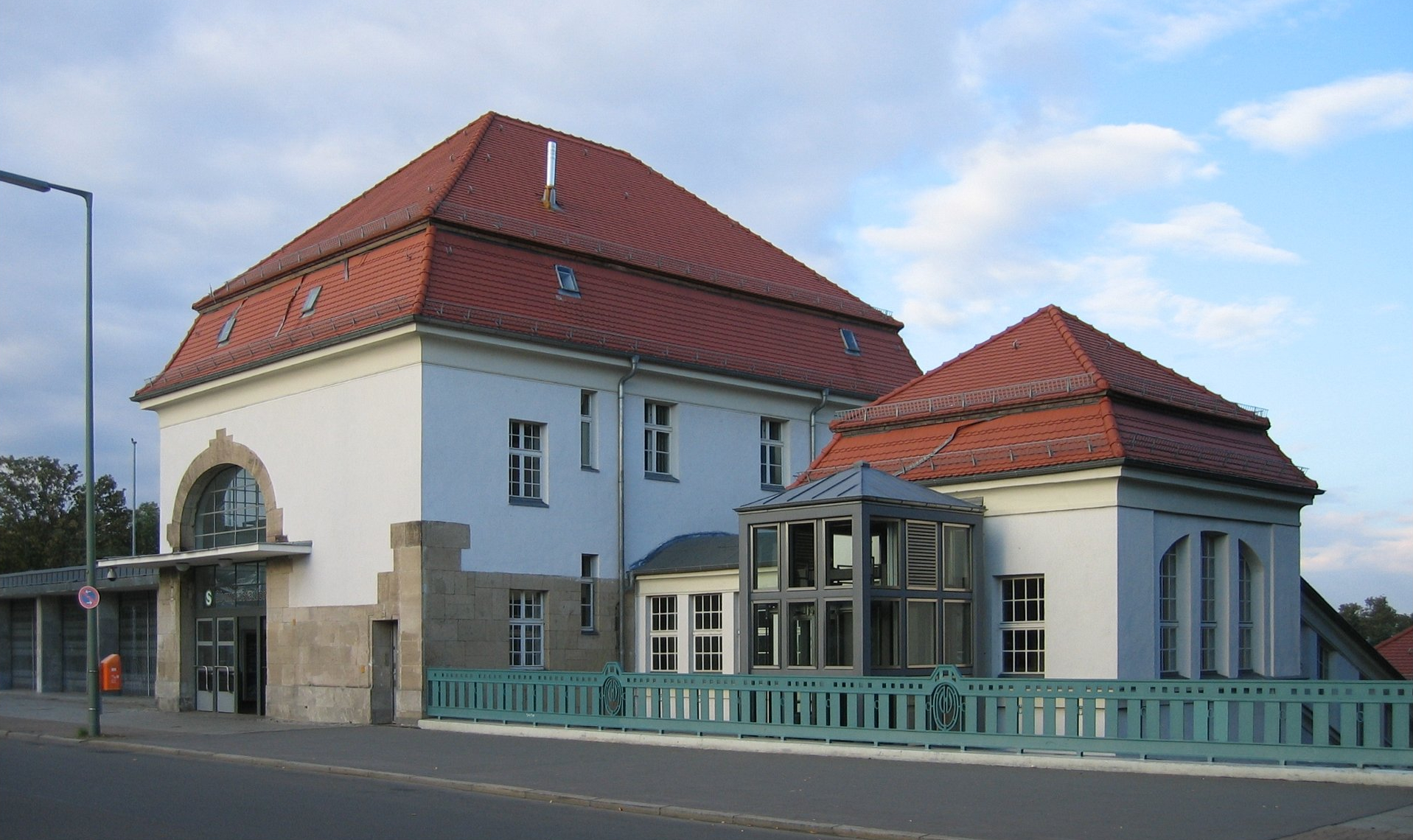
Empfangsgebäude des S-Bahnhofs Olympiastadion an der Flatowallee

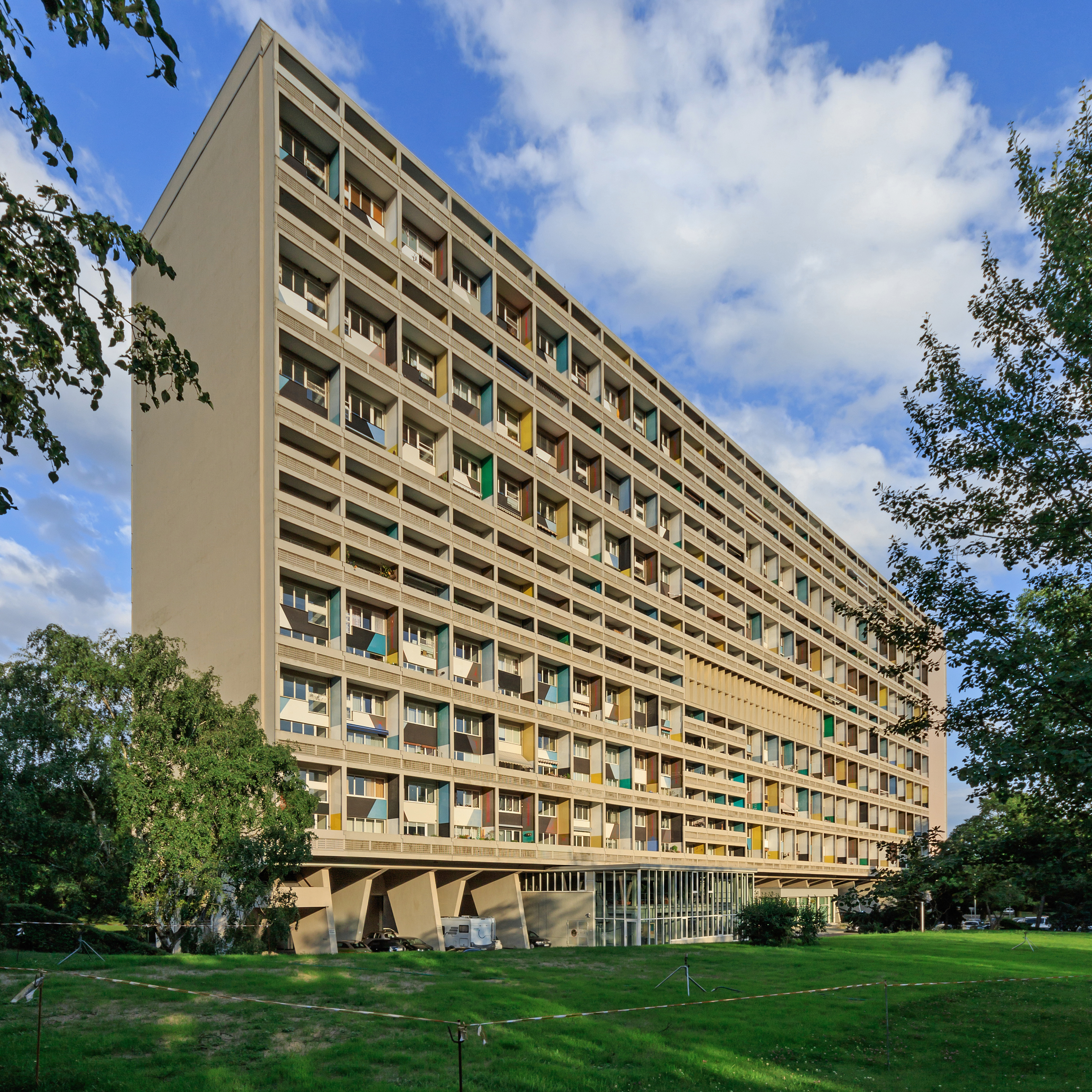
Das Corbusierhaus an der Flatowallee mit der Hausnummer 16

Benannt wurde die Allee nach Alfred Flatow und seinem Cousin Gustav Felix Flatow, zwei Turnern, die als jüdische Sportler im Dritten Reich verfolgt und im Konzentrationslager Theresienstadt (heute in Tschechien) ermordet wurden.
Die ehemals auf die Rennbahn Grunewald und das Deutsche Stadion zulaufende Straße hieß von 1914 bis 1936 Rennbahnstraße. Anlässlich der Olympischen Sommerspiele 1936 erhielt sie den Namen Reichssportfeldstraße. Die Umbenennung auf den heutigen Namen erfolgte erst im dritten Anlauf im Jahr 1997: Während ein Magistratsbeschluss im Jahr 1949 nicht umgesetzt worden war und eine zweite Initiative 1989 an der Berliner CDU scheiterte, gelang es 1994 der – von Otto Eigen geleiteten – Initiative Flatow-Allee einen Beschluss des Charlottenburger Bauausschusses zu erwirken, der dann am 21. Februar 1997 umgesetzt wurde.
In unmittelbarer Nähe liegt das – zwischen 1956 und 1958 entstandene und inzwischen denkmalgeschützte – Gebäude Unité d’Habitation, Typ Berlin des Schweizer Architekten Le Corbusier (umgangssprachlich deshalb ‚Corbusierhaus‘ genannt). Das Hochhaus ist mit seinen 530 Wohneinheiten die dritte Wohneinheit dieses Typs nach Marseille und Nantes.
In der Flatowallee befand sich bis 2011 der bekannte Sex-Club Bel Ami.
In der Straße befanden sich von den 1920er Jahren bis Mitte der 1960er Jahre Gleise der Straßenbahn. Am 15. April 1928 kam es hier zu einem schweren Unfall mit sechs Toten und über 100 Verletzten, als sich nach einem Fußballspiel im Deutschen Stadion eine überfüllte Straßenbahn in der abschüssigen damaligen Rennbahnstraße auf schmierigem Gleis nicht mehr bremsen ließ und in der scharfen Linkskurve zur Heerstraße umstürzte.